# Kitajska puščavska mačka
Kitajska puščavska mačka ali kitajska gorska mačka (znanstveno ime Felis bieti) je manjša mačka iz zahodne Kitajske. Je najmanj znan predstavnik rodu Felis, tj. običajnih malih mačk. Raziskava v letu 2007 je pokazala, da je bolj verjetno podvrsta divje mačke (Felis silvestris). Tako naj bi se imenovala Felis silvestris bieti.
Razen barve dlake je ta mačka zelo podobna Evropski divji mački (Felis silvestris silvestris). Dolga je 68,5–84 cm, visoka 29–40 cm in težka od 4,5 do 9 kg. Dlaka je peščeno rjava, spodaj bela, noge in rep pa obkrožajo črni obroči.
Razširjena je po kitajskih pokrajinah Tibet, Činghaj, Gansu in Sečuan. Prebiva v redkih gozdovih in grmičevju, včasih pa jo je videti tudi v puščavi. Lahko živi v gorah do višine 3.000 m.
Aktivna je ponoči, lovi pa glodalce, žvižgače in ptiče. Mačka je zavarovana, a je vseeno ogrožena zaradi zastrupljanja žvižgačev, njenega glavnega plena.